# Pancheraccia
Pancheraccia je naselje in občina v francoskem departmaju Haute-Corse regije - otoka Korzika. Leta 1999 je naselje imelo 184 prebivalcev.

## Geografija
Kraj leži v vzhodnem delu otoka Korzike 92 km južno od središča Bastie.

## Uprava
Občina Pancheraccia skupaj s sosednjimi občinami Aiti, Alando, Altiani, Alzi, Bustanico, Cambia, Carticasi, Castellare-di-Mercurio, Erbajolo, Érone, Favalello, Focicchia, Giuncaggio, Lano, Mazzola, Piedicorte-di-Gaggio, Pietraserena, Rusio, Sermano, Sant'Andréa-di-Bozio, San-Lorenzo, Santa-Lucia-di-Mercurio in Tralonca sestavlja kanton Bustanico s sedežem v Bustanicu. Kanton je sestavni del okrožja Corte.

## Zanimivosti
- Marijina kapela, zgrajena v 18. stoletju vsled čudeža, ki naj bi se zgodil v tem času: Devica Marija naj bi pomagala izgubljeni in žejni deklici - na bližnji gori je zanjo ustvarila izvir. V času Marijinega rojstva 8. septembra se pred kapelo zbirajo množice romarjev.